# 機員資源管理
機員資源管理（Crew Resource Management）或駕駛艙資源管理（Cockpit Resource Management (CRM)）為一套程序及訓練系統，為減少人為錯誤而產生嚴重後果。此系統主要為改進航空飛行時的安全，CRM集中於機組人員之間，人與人的溝通、領導力、及決定能力。此訓練最初源於美國太空總署因很多航空的意外均為人為錯誤，而進行的一項關於飛機人員行為科學的研究，目的是為了減少因機員失誤而造成的空難。從此廣泛應用於不同的領域，其影響不只於民航界，還包括消防員、航海等，在人力資源管理及企業管治的範疇上亦被加以運用。

## 總論
聯合航空為第一家公司於1981年使用機組資源管理
。
機組資源管理提供一系列知識、技能、態度的訓練，包括溝通、了解情況、解決問題、作決定、及團隊。機組資源管理為一充份利用資源的管理方法，資源包括設備、程序及人員，為求提高安全及效率。機組資源管理初期用於飛機的駕駛艙，其後用於其他行業。

## 進行機員資源管理的原因
觸發研究機員資源管理的導火綫，就是1977年的特內里費空難，兩架波音747在西班牙加那利群島的洛司羅迪歐機場的跑道上高速相撞，導致583人死亡。西班牙官方調查指責肇事荷蘭皇家航空客機的資深機師所作的一連串錯誤決定引致空難。而民众開始關注機員失誤對民航安全的影響，於是美國太空總署在1979年於三藩市召開關於機員資源管理研究的工作坊，在舉辦工作坊之前，美國太空總署委託德州大學進行相關研究，以望找出有效的機員資源管理與互動模式。
美國太空總署在研究時發現當時有不少空難是由機員失誤而造成的，失誤可以分為：
1. 不同機員間出現溝通問題
2. 機員間的工作分配不清晰
3. 機員並無一個好的領導者，資深機師經常忽視甚至鄙視年輕機師的意見
4. 機員在危急情況作出錯誤決定

## 溝通
機組資源管理強調建立質疑或挑戰權威的氣氛和態度。駕駛倉的錄音發現，副機師或工程師等試圖將危險的情況告訴機長，但當機長明白情況時，已來不及避開危難。
一位機組資源管理的專家Todd Bishop提供五個步驟︰
- 開場白 - 稱呼對方，例如"Hi亞頭"或"陳機長"或"大佬"或其他能取得對方注意的稱號。
- 表明你的關注 - 以直接的方法將有關情況及分析表達出來，並強調你的憂慮。"我非常担心沒有足夠的燃油飛出這個風暴！"或"我担心天花板會掉下來。"
- 將問題表達 - "我們只有40分鐘的油。"或"這建築物的天花板為輕質鋼結構，火已經燒到天花板了。"
- 提出解決方案 - "我們應去另一就近機場加油。"或"先用紅外線探測天花板的溫度。"
- 取得對方同意 - "機長或隊長，你認為可行嗎？"

## 相關案例

### 聯合航空173號班機空難
此班機在降落時起落架指示燈顯示故障，機長專注尋找原因排除故障，而機組員未能將燃油見底的急迫情況確實轉達給機長，最終導致飛機墜毀，此後聯合航空開始導入機員資源管理。

### 聯合航空232號班機空難
此班機遭遇液壓系統毀損，翼面控制系統全部失效，只能用調整發動機出力控制飛機的嚴峻情況。在三名機組人員和一位飛行員乘客同心協助下，飛機迫降前一刻才失控墜落，但仍有半數以上乘客生還。事後NTSB用飛行模擬器重現當時的情況，結論是不可能在此狀況執行迫降，因此本事故仍被視為機員資源管理的成功案例。

### 法國航空447號班機空難
此班機因皮托管失效、空速指示器故障，引致機組員一連串的操作失誤而墜毀。機組員彼此未能順暢溝通並協調解決問題，被認為是未有效執行機員資源管理的失敗案例。

### 澳洲航空32號班機事故
此班機在飛行途中一具發動機爆炸毀損，在機組員的合作之下，飛機平安降落無人受傷，被視為機員資源管理的成功案例。

## 外部連結
History of Crew Resource Management （页面存档备份，存于）